# Ивановка (Узловский район)
Ивановка — село в Узловском районе Тульской области России.
В рамках административно-территориального устройства относится к Вельминской сельской администрации Узловского района, в рамках организации местного самоуправления входит в Шахтёрское сельское поселение.

## География
Расположено в 13 км к юго-востоку от железнодорожной станции Узловая I (города Узловая).

## Население
| 2002 | 2010 |
| ---- | ---- |
| 212  | ↘172 |

Население — 172 чел. (2010).